# 西安门
39°55′21″N 116°22′38″E / 39.922556°N 116.377315°E

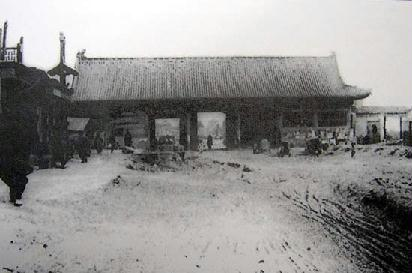
西安门

西安门位于北京皇城西墙中段偏北处，为皇城西门。

## 历史
西安门始建于明朝永乐十五年（1417年）。北京皇城大明门、天安门、地安门在同一条直线上；而东安门、西安门则不在同一条直线上，东安门同紫禁城东华门相对，西安门同紫禁城西华门不相对。明朝紫禁城西面有西苑、太液池等金朝、元朝的苑囿，有大片的水面，所以自西华门无法向西直线行进，只好在皇城西墙中段偏北处设西安门，由北海与中海间的陆地通道通行。
1951年，因西安门旁边的摊贩失火，西安门遭焚毁。西安门有楠木模型存世。
西安门值房，位于西安门大街111、113号，现为西城区普查登记文物。

## 建筑
西安门没有城台，门基是青白石，红墙，单檐歇山黄琉璃瓦顶。西安门面阔七间，进深三间。中间的明间以及左、右次间为门，各有一对红漆金钉门扇，左、右稍间及末间为值房。